# The Brain. Genialny umysł
The Brain. Genialny umysł – polski telewizyjny program rozrywkowy oparty na formacie The Brain (emitowanym pierwotnie w Niemczech na antenie ZDF pod nazwą Deutschlands Superhirn) emitowany w 2017 roku na antenie telewizji Polsat. Jego prowadzącym był Jerzy Mielewski. Produkcję programu powierzono przedsiębiorstwu Endemol Shine Polska.
Oprócz Polski lokalne wersje programu powstały także w takich krajach, jak Niemcy (oryginalna seria), Brazylia, Chiny, Francja, Hiszpania, Rosja, Stany Zjednoczone i Włochy.

## Charakterystyka programu
W każdym odcinku pięciu uczestników prezentuje ponadprzeciętne możliwości swojego umysłu, a ich występy komentują jurorzy oraz ekspert. Po obejrzeniu wszystkich konkurencji jury wskazuje trzech uczestników, spośród których publiczność w studiu wskazuje zwycięzcę (poprzez głosowanie). Nagrodą dla zwycięzcy odcinka jest 30 000 złotych.

## Ekipa
Prowadzący
| Prowadzący      | Seria | Seria |
| Prowadzący      | 1.    | 2.    |
| --------------- | ----- | ----- |
| Jerzy Mielewski | ●     | ●     |

Jurorzy
| Jury                      | Seria | Seria |
| Jury                      | 1.    | 2.    |
| ------------------------- | ----- | ----- |
| Cezary Żak                | ●     | ●     |
| Anita Sokołowska          | ●     | ●     |
| Remigiusz „Rezi” Wierzgoń |       | ●     |
| Mariusz Pudzianowski      | ●     |       |

Ekspert
| Jury            | Seria | Seria |
| Jury            | 1.    | 2.    |
| --------------- | ----- | ----- |
| dr Mateusz Gola | ●     | ●     |

Rozmowy z uczestnikami oraz ich najbliższymi przeprowadzała Agnieszka Sienkiewicz.

## Emisja programu
| Seria | Seria | Odcinki  | Premiera (Polsat) | Premiera (Polsat) | Premiera (Polsat)    | Premiera (Polsat) | Premiera (Polsat)   | Premiera (Polsat) |
| Seria | Seria | Odcinki  | Sezon             | Początek emisji   | Koniec emisji        | Pora emisji       | Średnia oglądalność | Źródło            |
| ----- | ----- | -------- | ----------------- | ----------------- | -------------------- | ----------------- | ------------------- | ----------------- |
|       | 1.    | 1–8 (8)  | wiosna 2017       | 7 marca 2017      | 25 kwietnia 2017     | wtorek 20.05      | 1 893 557           | [ 7 ]             |
|       | 2.    | 9–16 (8) | jesień 2017       | 5 września 2017   | 24 października 2017 | wtorek 20.05      | 1 362 536           | [ 8 ]             |

Nadawca udostępniał kolejne odcinki programu po ich premierze w telewizji w internetowym serwisie wideo na życzenie ipla.
Pod koniec października 2021 roku Endemol Shine Polska ogłosiło rozpoczęcie castingu do nowej serii programu. Program nie powrócił jednak na antenę.

## Uczestnicy i wyniki

### Pierwsza seria
Odcinek 1. – 7 marca 2017
| Miejsce | Uczestnik         | Konkurencja                                                           |
| ------- | ----------------- | --------------------------------------------------------------------- |
| 1.      | Grzegorz Cieplak  | znajomość warszawskiej komunikacji miejskiej                          |
| 2.      | Martyna Demianiuk | szybkie dodawanie i odejmowanie przy jednoczesnym recytowaniu wiersza |
| 3.      | Marcin Kowalczyk  | zapamiętywanie imion, numerów telefonów i zainteresowań wielu kobiet  |
| 4.      | Nadia Jasińska    | pokonywanie laserowego labiryntu z zasłoniętymi oczami                |
| 4.      | Tomasz Berkowicz  | rozpoznawanie tańca wyłącznie po odgłosach kroków tancerzy            |

Odcinek 2. – 14 marca 2017
| Miejsce | Uczestnik        | Konkurencja                                                             |
| ------- | ---------------- | ----------------------------------------------------------------------- |
| 1.      | Anna Wieleńska   | rozpoznawanie utworów muzycznych po ruchach skrzypaczki                 |
| 2.      | Jędrzej Cytawa   | odgadywanie dnia tygodnia dowolnej daty                                 |
| 3.      | Emilia Zielińska | rozpoznawanie z widoku torsów mężczyzn, po wcześniejszym dotyku         |
| 4.      | Krzysztof Kuich  | zapamiętywanie szyfrów do sejfów                                        |
| 4.      | Anna Skóra       | zapamiętywanie labiryntu i kierowanie w nim (na ślepo) innego człowieka |

Odcinek 3. – 21 marca 2017
| Miejsce | Uczestnik          | Konkurencja                                                                |
| ------- | ------------------ | -------------------------------------------------------------------------- |
| 1.      | Krzysztof Kubistal | mówienie i śpiewanie wspak                                                 |
| 2.      | Szymon Christianus | rozpoznawanie odgłosów ptaków                                              |
| 3.      | Bartosz Morawski   | układanie krzyżówki z zapamiętywanych haseł                                |
| 4.      | Piotr Sporek       | pokonywanie zapamiętanej trasy, zwisając na drążkach z zasłoniętymi oczami |
| 4.      | Marta Kurzeja      | zapamiętywanie kolejności ustawienia 100 osób                              |

Odcinek 4. – 28 marca 2017
| Miejsce | Uczestnik        | Konkurencja                                      |
| ------- | ---------------- | ------------------------------------------------ |
| 1.      | Tomasz Bielawski | dostrzeganie minimalnych różnic                  |
| 2.      | Dorian Kłosek    | szybkie sumowanie liczby oczek na dominach       |
| 3.      | Jan Baranowicz   | zapamiętywanie twarzy                            |
| 4.      | Filip Stępniak   | rozpoznawanie brakującego składnika w daniu      |
| 4.      | Jakub Godlewski  | układanie kart w określonej kolejności z pamięci |

Odcinek 5. – 4 kwietnia 2017
| Miejsce | Uczestnik            | Konkurencja                                                     |
| ------- | -------------------- | --------------------------------------------------------------- |
| 1.      | Izabela Wojcierowska | rozpoznawanie instrumentów muzycznych niegrających w orkiestrze |
| 2.      | Jan Mrozowski        | błyskawiczne rozwiązywanie sudoku                               |
| 3.      | Bartłomiej Boral     | zapamiętywanie położenia produktów na półkach i ich cen         |
| 4.      | Aleksandra Czyżewska | zapamiętywanie określonej kolejności kolorów (balonów)          |
| 4.      | Aleksandra Opoka     | gimnastyka; unikanie przeszkód po omacku                        |

Odcinek 6. – 11 kwietnia 2017
| Miejsce | Uczestnik                | Konkurencja                                                                                     |
| ------- | ------------------------ | ----------------------------------------------------------------------------------------------- |
| 1.      | Jan-Krzysztof Duda       | kończenie zwycięstwem partii szachowych z pamięci                                               |
| 2.      | Marta Mołodyńska-Wheeler | rozpoznawanie utworów muzycznych na podstawie kolorów odpowiadającym nutom (synestezja)         |
| 3.      | Michał Kamiński          | zapamiętywanie numerów rejestracyjnych motorów i kojarzenie ich z twarzami właścicieli pojazdów |
| 4.      | Tomasz Kopyra            | rozpoznawanie rodzaju i cech piwa na podstawie zapachu i smaku                                  |
| 4.      | Agnieszka Kowalska       | zapamiętywanie przestrzenne i dostrzeganie zmian                                                |

Odcinek 7. – 18 kwietnia 2017
| Miejsce | Uczestnik        | Konkurencja                                          |
| ------- | ---------------- | ---------------------------------------------------- |
| 1.      | Kamil Przybylski | układanie kostek Rubika z pamięci pod wodą           |
| 2.      | Tobiasz Boral    | zapamiętywanie szyfrów do walizek i ich zawartości   |
| 3.      | Michał Stachyra  | rozpoznawanie i opisywanie dinozaurów                |
| 4.      | Agata Giebel     | zapamiętywanie wylosowanych oczek na kostkach do gry |
| 4.      | Szymon Milonas   | rozpoznawanie rodzajów wina                          |

Odcinek 8. – 25 kwietnia 2017
| Miejsce | Uczestnik          | Konkurencja                                                                     |
| ------- | ------------------ | ------------------------------------------------------------------------------- |
| 1.      | Konstanty Sobański | wchodzenie po wyznaczonej trasie na ściance wspinaczkowej z zasłoniętymi oczami |
| 2.      | Paweł Kępczyński   | wypełnianie tzw. magicznego kwadratu 9×9 bez patrzenia                          |
| 3.      | Jacek Kortus       | ustalanie poziomu wody w kieliszkach wyłącznie na podstawie słuchu              |
| 4.      | Dagmara Giebel     | zapamiętywanie osób w sklepach odzieżowych i celów ich zakupów                  |
| 4.      | Wojciech i Michał  | układanie kostki Rubika na podstawie wydawanych z pamięci poleceń partnera      |

### Druga seria
Odcinek 9. – 5 września 2017 – Polska vs świat
| Miejsce | Zwycięzca pojedynku        | Konkurencja                                                          | Przegrany pojedynku             |
| ------- | -------------------------- | -------------------------------------------------------------------- | ------------------------------- |
| 1.      | Paweł Kępczyński ( Polska) | wypełnianie tzw. magicznego kwadratu 9×9                             | Martín López Nores ( Hiszpania) |
| 2.      | Evgeny Dubin ( Rosja)      | znajdowanie szczegółów różniących dwa filmy (widzenie stereoskopowe) | Tomasz Bielawski ( Polska)      |
| 3.      | Tobiasz Boral ( Polska)    | zapamiętywanie kodów PIN do kart                                     | Martina di Loreto ( Włochy)     |
| 4.      | Jan Bentlage ( Niemcy)     | układanie dziesięciu kostek Rubika bez patrzenia na nie              | Wojtek Szatanowski ( Polska)    |

Odcinek 10. – 12 września 2017
| Miejsce | Uczestnik           | Konkurencja                                                            |
| ------- | ------------------- | ---------------------------------------------------------------------- |
| 1.      | Marcin Przytocki    | rozpoznawanie miast po ich mapie konturowej                            |
| 2.      | Daniel Chudecki     | podnoszenie dwucyfrowych liczb do dwucyfrowych potęg                   |
| 3.      | Martyna Cikowska    | zapamiętywanie tatuaży 50 osób                                         |
| 4.      | Agnieszka Kołodziej | dopasowywanie 3 puzzli do układanki składającej się z 15 000 elementów |
| 4.      | Matylda Orłowska    | zapamiętywanie kolorów 80 szczebli wiszącego mostu                     |

Odcinek 11. – 19 września 2017
| Miejsce | Uczestnik           | Konkurencja                                                     |
| ------- | ------------------- | --------------------------------------------------------------- |
| 1.      | Rafał Poppe         | rozpoznawanie przedmiotów za pomocą zmysłu słuchu               |
| 2.      | Marcin Kosow        | podawanie szczegółów meczów reprezentacji Polski w piłce nożnej |
| 3.      | Krzysztof Jakubczak | rozpoznawanie stereogramów                                      |
| 4.      | Marta Grzana        | zapamiętywanie informacji przedstawionych na grafice            |
| 4.      | Michał Bednarz      | zapisywanie zdań odbiciem lustrzanym                            |

Odcinek 12. – 26 września 2017
| Miejsce | Uczestnik                | Konkurencja                                                              |
| ------- | ------------------------ | ------------------------------------------------------------------------ |
| 1.      | Kacper Jas               | błyskawiczne podawanie liczby liter w zdaniu                             |
| 2.      | Konrad Zapotoczny        | mierzenie częstotliwości dźwięków ze słuchu                              |
| 3.      | Patrycja Pietrzycka      | zapamiętywanie personaliów 100 osób                                      |
| 4.      | Konrad Jerzak vel Dobosz | znajomość kilkunastu języków                                             |
| 4.      | Gabrysia Podleś          | zapamiętanie trasy w gąszczu drabinek i wykonywanie figur akrobatycznych |

Odcinek 13. – 3 października 2017
| Miejsce | Uczestnik           | Konkurencja                                                                                          |
| ------- | ------------------- | --- |
| 1.      | Mikołaj Ostapiuk    | jednoczesne dodawanie dwóch serii liczb                                                              |
| 2.      | Marysia Salwińska   | rozpoznawanie państw po dotknięciu ich konturów                                                      |
| 3.      | Arkadiusz Karpiński | wskazywanie różnicy między dwiema planszami różniącymi się jedną cyfrą lub literą                    |
| 4.      | Karol Jaśkowiak     | rozpoznawanie zapachów z rozcieńczonych esencji                                                      |
| 4.      | Jakub Valles        | pokonywanie na rękach z pamięci trasy (stworzonej z podestów) przy jednoczesnym figur gimnastycznych |

Odcinek 14. – 10 października 2017
| Miejsce | Uczestnik         | Konkurencja                                   |
| ------- | ----------------- | --------------------------------------------- |
| 1.      | Adam Polkowski    | tworzenie obrazu z kostek Rubika              |
| 2.      | Andżelika Iwaniuk | rozpoznawanie głosów nieśpiewających w chórze |
| 3.      | Michał Sowała     | znajomość kosmosu                             |
| 4.      | Julia Balcerzak   | zapamiętywanie kodów kreskowych               |
| 4.      | Jakub Zawistowski | wspinanie się po zapamiętywanej trasie        |

Odcinek 15. – 17 października 2017
| Miejsce | Uczestnik        | Konkurencja                                                  |
| ------- | ---------------- | ------------------------------------------------------------ |
| 1.      | Damian Malicki   | rozpoznawanie figur origami                                  |
| 2.      | Jakub Lesiński   | szybkie czytanie książki ze zrozumieniem                     |
| 3.      | Krzysztof Kicior | powtarzanie na fortepianie muzyki usłyszanej po raz pierwszy |
| 4.      | Bartosz Gawryluk | zapamiętywanie zamówień klientów w restauracji               |
| 4.      | Jan Zoń          | zapamiętywanie zdjęć i ich kolejności                        |

Odcinek 16. – 24 października 2017
| Miejsce | Uczestnik          | Konkurencja                                           |
| ------- | ------------------ | ----------------------------------------------------- |
| 1.      | Michał Rzewuski    | układanie kostek Rubika na czas                       |
| 2.      | Karolina Łachmacka | znajomość historii gal Oscarowych                     |
| 3.      | Krzysztof Obremski | układanie wyrazów w krzyżówce                         |
| 4.      | Natalia Osmalak    | pokonywanie gry w klasy z pamięci                     |
| 4.      | Piotr Wankewycz    | zmiana zapisu liczb z systemu binarnego na dziesiętny |